# هانری بکرل
آنتوان آنری بکرل (به فرانسوی: Antoine Henri Becquerel) ‏(۱۸۵۲–۱۹۰۸) فیزیک‌دان فرانسوی و یکی از کاشفان پرتوزایی بود. وی در پاریس و در خانواده‌ای اهل علم زاده‌شد. تحصیلات‌ش را در پلی‌تکنیک این شهر و مدرسهٔ «پل‌ها و راه‌ها» به پایان رساند. ۱۸۹۲، استاد موزهٔ ملّی تاریخ طبیعی پاریس شد؛ او سومین نفر از خانوادهٔ بکرل بود که به این سمت برگزیده می‌شد. ۱۸۹۴ ،مهندس ارشد وزارت راه و پل شد.

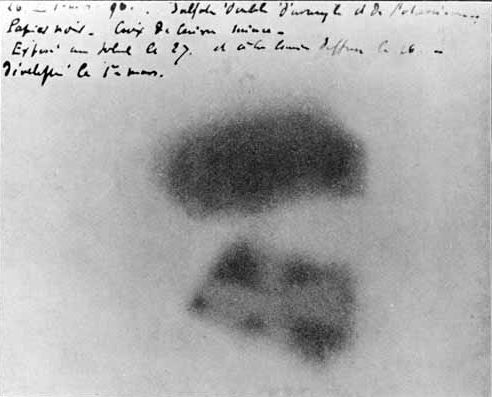
تصویر فیلم عکاسی بکرل که از راه پرتودهی به نمک اورانیوم، تار شده‌اند. سایهٔ یک صلیب مالتی فلزی، میان فیلم عکاسی و نمک اورانیوم، به روشنی دیده می‌شود.

بکرل، ۱۸۹۶، که مشغول بررسی فسفرسانس در نمک‌های اورانیوم بود، پرتوزایی را کشف کرد. ۱۹۰۳، او، ماری کوری و پیر کوری، «به‌ پاس خدمات برجسته‌ در کشف پرتوزایی خودبه‌خودی»، نوبل فیزیک گرفتند. «بکرل»، واحد پرتوزایی، به نام او است. دو چاله در ماه و مریخ هم به افتخار او نام‌گذاری شده‌اند.
وی نوه آنتوان سزار بکرل، پسر آلکساندر ادمون بکرل و برادرزاده لوئی آلفرد بکرل بود.

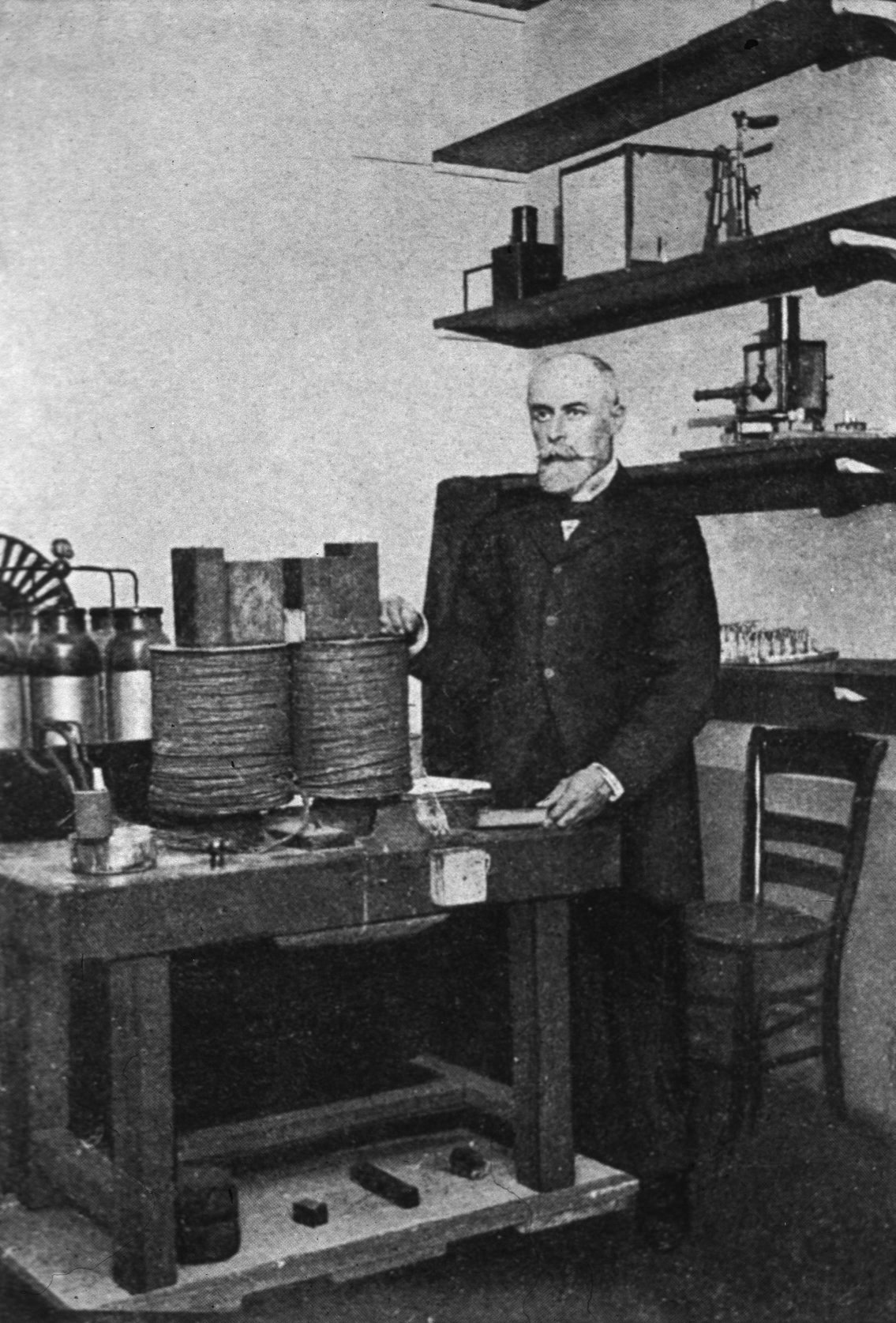
بکرل در آزمایشگاه